# Žumberačko gorje
Žumberačko gorje (słoweń. Gorjanci) – pasmo górskie w Chorwacji i Słowenii.

## Charakterystyka
Jest położone na południe od doliny rzecznej Krki i zbudowane głównie z wapienia i dolomitu. Najwyższym szczytem jest Sveta Gera (1178 m n.p.m.). Głównym ciekiem wodnym jest potok Kupčina, dopływ Kupy. Pasmo porośnięte jest lasem bukowym i kasztanowym. 
Miejscowe rolnictwo jest znikome i oparte na uprawie winorośli i hodowli zwierząt. Największą osadą są Sošice.